# Carl Anton Minoprio
Carl Anton Minoprio (* 16. April 1798 in Frankfurt am Main; † 12. April 1880) war ein deutscher Tabakhändler und Abgeordneter.

## Leben
Minoprio war der Sohn des Tabakhändlers Aloys Minoprio. Dieser Aloysius (Louis) Vincens Minoprio stammte ursprünglich aus Pavia und zog 1788 nach Frankfurt am Main. Er war dort Tabakhändler und Teilhaber der Firma Maggi und Ottolino. Von 1804 bis 1818 betrieb er die eigene Firma J. Maggi-Minoprio als Bankgeschäft und Rohwollhandel. Die Mutter war Eva Cathatina Meletta. Er heiratete in Frankfurt Henrietta Engelhart. 1838 wurde der gemeinsame Sohn Francis Charles Anthony Minoprio geboren, der in Liverpool als Baumwollhändler arbeitete.
Minoprio übernahm das väterliche Tabakgeschäft in Frankfurt am Main und betrieb es unter der Firma Gebr. Minoprio. Das Tabak-, Schnupftabak und Zigarrengeschäft hatte seinen Sitz am Trierischen Platz. Von 1854 bis 1861 war er Mitglied der Frankfurter Handelskammer.
In den Jahren 1838, 1840–1841, 1850, 1858 bis 1859 und 1861 war er Mitglied des Gesetzgebenden Körpers der Freien Stadt Frankfurt. Von 1841 bis 1866 gehörte er der Ständigen Bürgerrepräsentation der Freien Stadt Frankfurt an. Nach der Märzrevolution wurde er 1848 in die Constituierende Versammlung der Freien Stadt Frankfurt gewählt.